# Slaget vid Kringen
Slaget vid Kringen var en strid i bergspasset Kringen i Gudbrandsdalen nära Otta i Norge, mellan skotska legosoldater och norska bönder, under Kalmarkriget.

## Slaget
En trupp om 300–400 legoknektar värvad i Skottland för svensk räkning försökte på sensommaren 1612 bana sig väg till Sverige från Romsdalen. När de kommit till Kringen angreps den av norska bönder och blev nedgjordes till så gott som till sista man. Cirka 134 man blev fångar och fördes till Kvam. Följande dag blev nästan alla skjutna eller nedstuckna. Endast 18 man skonades till livet inklusive Alexander Ramsay, löjtnant James Mongepenny och kapten Henry Bruce. Av dem blev de flesta av dom överlevande legoknektarna instuckna i den norska hären  vilket var vanligt i 1600-tals krigföring.

## Efterspel
Den danske kungen Kristian IV belönade länsmannen och två bönder vid Kringen med att skänka dem några kronohemman "för deras trohet, nit och mannamod".
Minnet av slaget levde länge kvar bland traktens befolkning i både sägen och sång men utbroderat med många ohistoriska detaljer och överdrifter. Bland annat uppges det i folkvisan "Slaget vid Kringen" att skottarna begick många meningslösa grymheter, att de "skändade och brände, var de drogo fram och skonade varken åldringen eller barnet i sin moders sköte". Sägnen om dessa grymheter motsägs dock av en uppgift från den norske ståthållaren till den danske rikskanslern, enligt vilken skottarna "under sin marsch absolut icke vare sig bränt, dödat eller gjort någon åverkan".
En minnessten rest på platsen hyllar böndernas insats.